# Latarnia morska w Urk
Latarnia morska w Urk jest położona na wschodnim brzegu IJsselmeer w Holandii. Ma wysokość 18,5 m i została wybudowana w 1844 r. W 1981 została uznana za zabytek, a od 1989 roku jest zautomatyzowana. 
Światło latarni jest białe, świeci z częstotliwością co 5 sekund za pomocą soczewki Fresnela. Jest widoczne z 18 mil morskich. Wieża latarni jest murowana z cegły, okrągła.